# Ma'nu Saphul
Ma'nu Saphul (ou Saphelul) appelé aussi Manova (Ma'nu) est le père du roi Abgar V. Il règne à Édesse de -23 jusqu'à environ 10 - 4 av. J.-C.. Auparavant, il pourrait avoir été roi à Nisibe (Adiabène) avec l'assentiment des Parthes depuis 40 - 38 av. J.-C.. Le principal auteur qui parle de lui est Moïse de Khorène, mais quelques renseignements peuvent être récoltés aussi chez Laroubna d'Édesse et dans la Chronique attribuée à Denys de Tell-Mahré où il est nommé Ma'nu Saphul. Moïse de Khorène précise que « les syriens l'appellent Manova », ce qui correspond au nom Ma'nu si souvent donné aux rois de la dynastie des Abgar d'Édesse. Ses dates de début et de fin de règne sont incertaines.
Au retour d'une absence prolongée, Ma'nu s'aperçoit qu'Hyrcan II, prisonnier qu'il avait confié au juif Enanus a été libéré, alors qu'il espérait percevoir une grosse rançon pour sa libération. Hyrcan avait été fait prisonnier lors de l'invasion de la Syrie et de la Palestine menée par les Parthes en -40,. Par la ruse, alors qu'Hérode le Grand était assiégé dans un palais par les partisans d'Antigone II Matthatiah et que les forces parthes étaient devant les portes de Jérusalem, il a été emmené au général Barzapharnès pour que celui-ci arbitre le conflit entre Hérode et Antigone. Toutefois Hérode refusant a priori cet arbitrage, Hyrcan a été retenu comme prisonnier par le général parthe. C'est peut-être parce que Barzapharnès est mort à la bataille de Gyndaros,, (-38), qu'Hyrcan est devenu le prisonnier de Ma'nu.
Enanus lui assure qu'Hyrcan a promis de verser 1000 Talents, mais cette somme n'a toujours pas été versée lorsque Hyrcan est assassiné par Hérode le Grand (vers 30 av. J.-C.). Ma'nu tourmente alors Enanus et tente même de le contraindre d'abandonner la religion juive. Finalement, il fait grâce à Enanus et à sa famille. Thomas Arçrouni raconte que cette grâce est obtenue à la suite de l'intervention d'un de ses ancêtres.
Ma'nu est contraint de payer tribut à l'empire romain pour le territoire de la ville de Césarée en Syrie romaine et pour un territoire non précisé situé en Mésopotamie, probablement en Osrhoène.
Alors que le roi de Judée Hérode le Grand, est devenu aussi tétrarque de la province romaine de Syrie, Ma'nu refuse dans un premier temps de fournir les ouvriers et l'argent que lui demande Hérode pour la rénovation d'Antioche. Il demande l'arbitrage de l'empereur Auguste qui lui donne tort et lui dit qu'il doit fournir ce qu'Hérode lui demande. Il voit surtout Hérode allié à Archélaos de Cappadoce, beau-père de son fils Alexandre, commencer à rassembler une importante armée et comme du côté arménien et du côté parthe, il n'obtient aucun soutien, il se soumet à la volonté d'Hérode et lui envoie les ouvriers et l'argent demandé.  Ceux-ci rénovent notamment la rue centrale d'Antioche, dont des restes archéologiques ont été trouvés.
Ma'nu meurt dans des circonstances inconnues entre 10 et 4 av. J.-C..